# Фронспергер, Леонгард
Леонгард Фронспергер (или Фронсбергер) (нем. Leonhard Fronsperger; около 1520 — 23 мая 1575) — немецкий барон, военный теоретик, один из наиболее видных военных писателей XVI века.

## Биография
Вся его военная карьера была связана со службой Габсбургам.
В 1548 году стал гражданином г. Ульма. В 1553—1573 служил в армии Священной Римской империи во время правления Карла V, Фердинанда I и Максимилиана II. Участвовал в войнах с турками.
В 1566 году стал военным экспертом на службе города Ульма. Выйдя в отставку, за услуги оказанные империи, получил пенсию от императора Максимилиана II. Умер в результате несчастного случая во время осмотра фортификаций в ходе проводимой инспекции в 1575 году.
Автор книг на военную тематику. Произведения его охватывают все стороны военного быта. Самое значительное из них — «Kriegsbuch» (лучшее изд., в 3 частях, Франкфурт-на-Майне, 1573), содержит обзор военных теорий и технологий своего времени. Он также написал трактат по экономической теории корысти («Von dem Lob deß Eigen Nutzen», 1564), предвидя суть «Парадокса Мандевиля» .
Благодаря свои трудам, был известен и в Русском царстве. При разработке «Устава ратных, пушечных и других дел, касающихся до воинской науки», воинского устава Русского царства, подготовленного при царе Василии Шуйском в 1607 году за теоретическую основу царём был взят трактат барона Леонгарда Фронспергера «Kriegsbuch» («Военная книга»), который в 1560—1590-е годы выдержал несколько переизданий, и на который постоянно ссылались военные теоретики XVII столетия. Экземпляр книги 1573 года издания, скорее всего, привёз в Россию один из наёмников предшественника Шуйского на царском троне Лжедмитрия I. 

## Избранные труды
- Besatzung. Frankfurt am Mayn, 1563
- Von Kayserlichen Kriegßrechten, 1564
- Geistliche Kriegß-Ordnung, 1565